# Патрік Шульте
Патрік Шульте (англ. Patrick Schulte, нар. 13 березня 2001, Сент-Чарлз) — американський футболіст, воротар клубу «Коламбус Крю» та національної збірної США.

## Клубна кар'єра
Народився 13 березня 2001 року в місті Сент-Чарлз. Вихованець юнацьких команд футбольних клубів «Сент-Луїс» та «Сент-Луїс Біллікенс».
У дорослому футболі дебютував 2019 року виступами за команду «Сент-Луїс», в якій того року взяв участь у 0 матчах чемпіонату.
До складу клубу «Коламбус Крю» приєднався 2023 року. Станом на 27 листопада 2023 року відіграв за команду з Колумбуса 35 матчів в національному чемпіонаті.

## Виступи за збірні
Протягом 2019–0 років залучався до складу молодіжної збірної США. На молодіжному рівні зіграв у 3 офіційних матчах. Також у складі олімпійської збірної США Шульте брав участь у літніх Олімпійських іграх 2024 року, на яких американська олімпійська збірна вийшла до чвертьфіналу, де поступилася збірній Марокко з рахунком 0-4.
20 січня 2024 року Патрік Шульте дебютував у складі національної збірної США в матчі зі збірною Словенії.

## Титули і досягнення
- Володар Кубка МЛС: 2023
- Ліга чемпіонів КОНКАКАФ: фіналіст (2024)